# New South Wales Open 1979
Il New South Wales Open 1979 è stato un torneo di tennis giocato sull'erba. È stata l'88ª edizione del torneo, che fa parte del Colgate-Palmolive Grand Prix 1979 e del WTA Tour 1979. Si è giocato a Sydney in Australia dal 17 al 23 dicembre 1979.

## Campioni

### Singolare maschile
Phil Dent ha battuto in finale  Hank Pfister con il punteggio di 6–4, 6–4, 7–5.

### Singolare femminile
Hana Mandlíková ha battuto in finale  Bettina Bunge con il punteggio di 6–3, 3–6, 6–3.

### Doppio maschile
Peter McNamara /  Paul McNamee hanno battuto in finale  Steve Docherty /  Chris Lewis con il punteggio di 7–6, 6–3.

### Doppio femminile
Diane Desfor /  Barbara Hallquist hanno battuto in finale  Barbara Jordan /  Kym Ruddell con il punteggio di 4–6, 6–2, 6–2.